# Hausboot

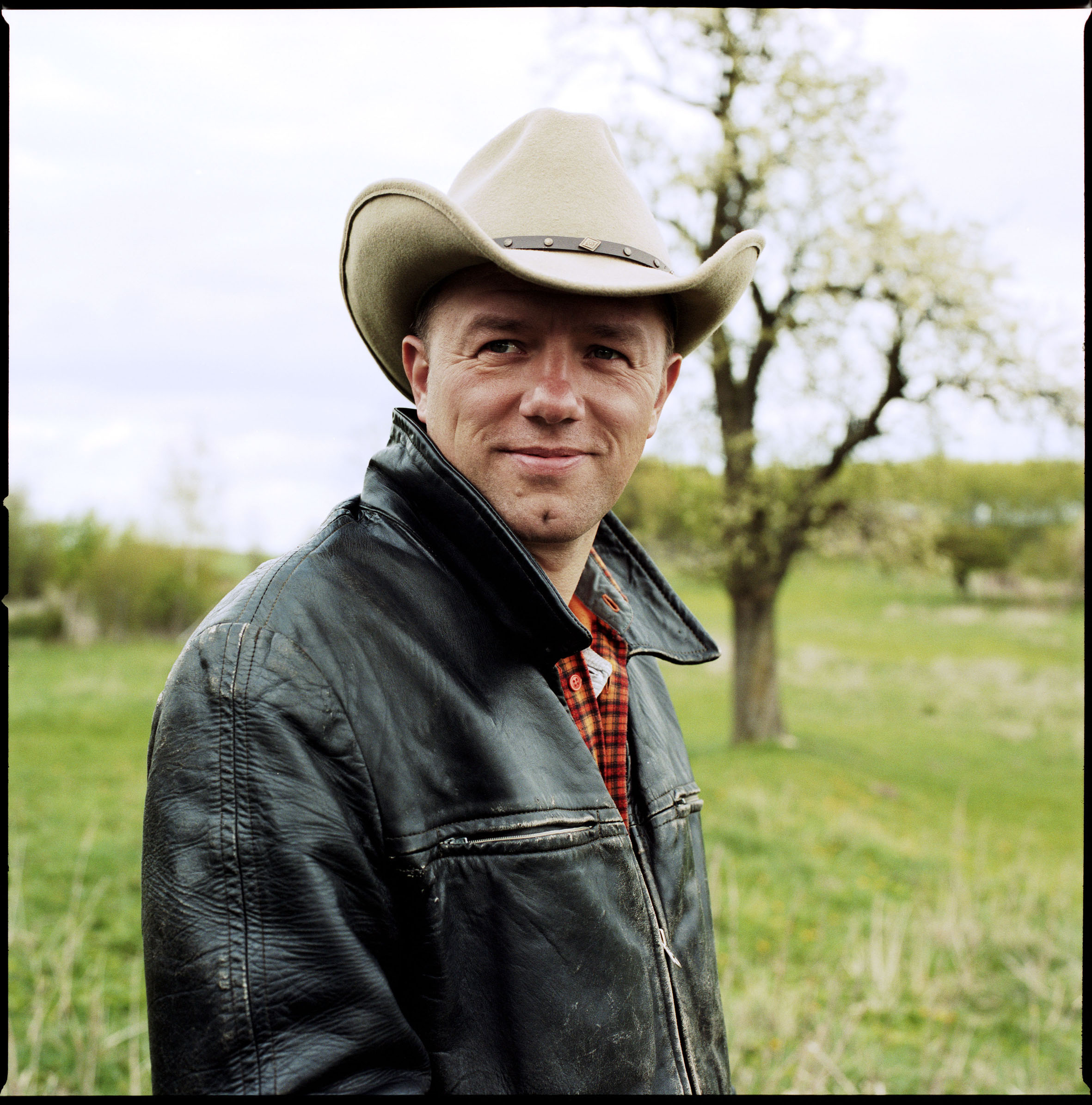
Tino Eisbrenner (2007)

Hausboot is de band van de Duitse zanger Tino Eisbrenner en muzikant Heiner Lürig.
De samenwerking tussen de twee muzikanten gaat 25 jaar terug: in 1994 werd het soloalbum Willkommen in der Welt van Tino Eisbrenner uitgebracht, geproduceerd door Heinz Rudolf Kunze en Heiner Lürig; een tweede albumproductie van deze soort volgde in 1999 met de titel Stark sein, waarvoor Lürig enkele composities schreef. Eisbrenner en zijn band waren ook betrokken bij verschillende tournees van Heinz Rudolf Kunze als openingsact.
In 2008 begonnen zanger Tino Eisbrenner en muzikant Heiner Lürig aan een nieuw hoofdstuk in hun samenwerking: ze richtten hun band Hausboot op. Het album strom ab (oktober 2009) kwam tot stand met de muzikanten Martin Huch (steelgitaren, dobro, banjo), Raoul Walton (bas), Marius Lürig (drums, percussie) en Alejandro Soto Lacoste (piano, orgel, accordeon) in de Madagaskar-studio in Wedemark. Het nummer Wär nicht scher werd in 2010 een landelijke radiohit. 

## Discografie
Albums
- 2009: stromab (Wunschkind)
- 2017: Fluss der Zeit (Rakete Medien)
- 2020: Die letzten heiligen Dinge (Monopol Records)